# Polizeiruf 110: An der Saale hellem Strande
Polizeiruf 110: An der Saale hellem Strande ist ein Fernsehfilm aus der Krimireihe Polizeiruf 110. Der Beitrag ist die 391. Episode des Polizeiruf 110 und wurde am 30. Mai 2021 im Ersten Programm der ARD erstgesendet. Es ist der erste Fall der von  Peter Kurth und Peter Schneider verkörperten Ermittler Henry Koitzsch und Michael Lehmann.

## Handlung
Kriminalhauptkommissar Henry Koitzsch und Kommissar Michael Lehmann ermitteln im Mordfall Uwe Baude drei Monate lang erfolglos. Das Opfer war vor dem Haus, in dem es wohnte, erstochen worden. Nun soll die Auswertung einer Funkzellenüberwachung neue Zeugenaussagen bringen:
Maik Gerster wollte in der Nähe des Tatorts für seine Tochter von privat ein Spielzeugschloss kaufen. Als ein anderer Käufer ihm dieses vor der Nase wegschnappte, wurde er wütend und demolierte mehrere Autos in der Straße. Seine Tochter Leni habe später aus Enttäuschung und Wut sein Handy aus dem Fenster in die Saale geworfen.
Der Rentner Günther Born, früher Eisenbahner im Stellwerk, besuchte zur alten Schichtzeit seine alte Arbeitsstelle. Dabei ist er mit Uwe Baude in derselben Straßenbahn gefahren, ohne ihn wahrzunehmen.
Katrin Sommer hatte mit Uwe Baude in einer Gaststätte zusammengearbeitet. Sie gibt an, auf dem Weg zur Wohnung eines Freundes gewesen zu sein.
Rainer war bei Olaf und Silke Berger in der Nachbarwohnung des Toten zu Besuch. Er gesteht nach und nach, was an dem Abend passiert ist. Zusammen mit Ralf Hirschberger feierten sie bei Kerzenlicht, denn die Stadtwerke hatten den Bergers den Strom abgestellt. Beim Versuch, im Keller die Stromsperre zu überbrücken, erleidet Ralf einen tödlichen Stromschlag. In dieser Zeit ersticht ein unbekannter Eindringling Uwe Baude vor dem Haus. Rainer und Olaf verstecken Ralfs Leiche auf dem Bahngelände. In den nächsten Wochen kassieren sie seine Sozialunterstützung und bezahlen davon die ausstehende Stromrechnung.
So haben die Kommissare zwar Licht in die Geschehnisse des Abends gebracht und einige Straftaten aufgedeckt, sie wissen aber immer noch nicht, wer Uwe Baude umgebracht hat. Doch Koitzsch ist sicher: Eines Tages wird der Unbekannte einen Fehler machen.

## Produktion

### Dreharbeiten, Hintergrund
Der Film wurde vom 10. November bis zum 9. Dezember 2020 in Halle (Saale) gedreht.
Der Filmtitel ist dem Volkslied An der Saale hellem Strande entlehnt, das zum Beginn, während einer Zeugenvernehmung, gesungen von Sommer und Koitzsch, und am Ende des Films zu hören ist. 
Die einzelnen Zeugenvernehmungen werden in Kapiteln wiedergegeben, die im Film betitelt werden. Die Betitelungen sind Zitate von Namen alter Polizeiruf-110-Folgen wie Kein Tag ist wie der andere, Zwischen den Gleisen und Der Teufel hat den Schnaps gemacht.

### Filmmusik
Teil der Filmmusik waren neben der Titelmelodie, dem Volkslied An der Saale hellem Strande von Friedrich Ernst Fesca, gesungen vom Dresdner Kreuzchor unter Leitung von Martin Flämig, die Songs A Sleeping Wonderland von Friedrich Sehl, People Are Strange vom Album Strange Days der Doors, Streets of Laredo von Johnny Cash, P*SSY Fairy von Jhene Aiko, Poor Wayfaring Stranger von Joan Baez und Mimi Fariña, Wer die Rose ehrt von Peter Gläser, gesungen von der Klaus Renft Combo, und The House Of The Rising Sun, gesungen von The Animals.

## Rezeption

### Kritiken
„Ein Jahr nach dem »Tatort« feiert nun eben der »Polizeiruf« sein Jubiläum. Und es ist beachtlich, wie hier jede Zeitgeistzappelei vermieden wird. Stattdessen gelangen die Verantwortlichen aus der Tiefe der Geschichte heraus zu einem zum Teil atemberaubenden Neuentwurf des Ostklassikers, Ostbiografien und Oststars inklusive.“

„Es ist schon eine demonstrative Entscheidung, ein neues Team mit so einem grandios ins Erzählen verliebten Fall einzuführen. Man muss es gesehen haben, was Schauspieler wie Hermann Beyer, Cordelia Wege, Till Wonka oder Sebastian Weber aus diesen Geschichten machen. Der MDR hat mit dieser Auftaktfolge keine halbe Sache geliefert und mal locker einen Maßstab im Fernsehkrimi gesetzt.“

### Einschaltquote
Die Erstausstrahlung von Polizeiruf 110: An der Saale hellem Strande am 30. Mai 2021 wurde in Deutschland insgesamt von 7,82 Millionen Zuschauern gesehen und erreichte einen Marktanteil von 25,9 Prozent für Das Erste.